# Saint-Chamond
Saint-Chamond är en kommun i departementet Loire i regionen Auvergne-Rhône-Alpes i centrala Frankrike. Kommunen är chef-lieu för 2 kantoner som tillhör arrondissementet Saint-Étienne. År 2022 hade Saint-Chamond 35 586 invånare. Kommunen ligger 13 km öster om Saint-Étienne och omkring 45 km sydväst om Lyon.

## Befolkningsutveckling
Antalet invånare i kommunen Saint-Chamond
| Referens: INSEE |

## Galleri

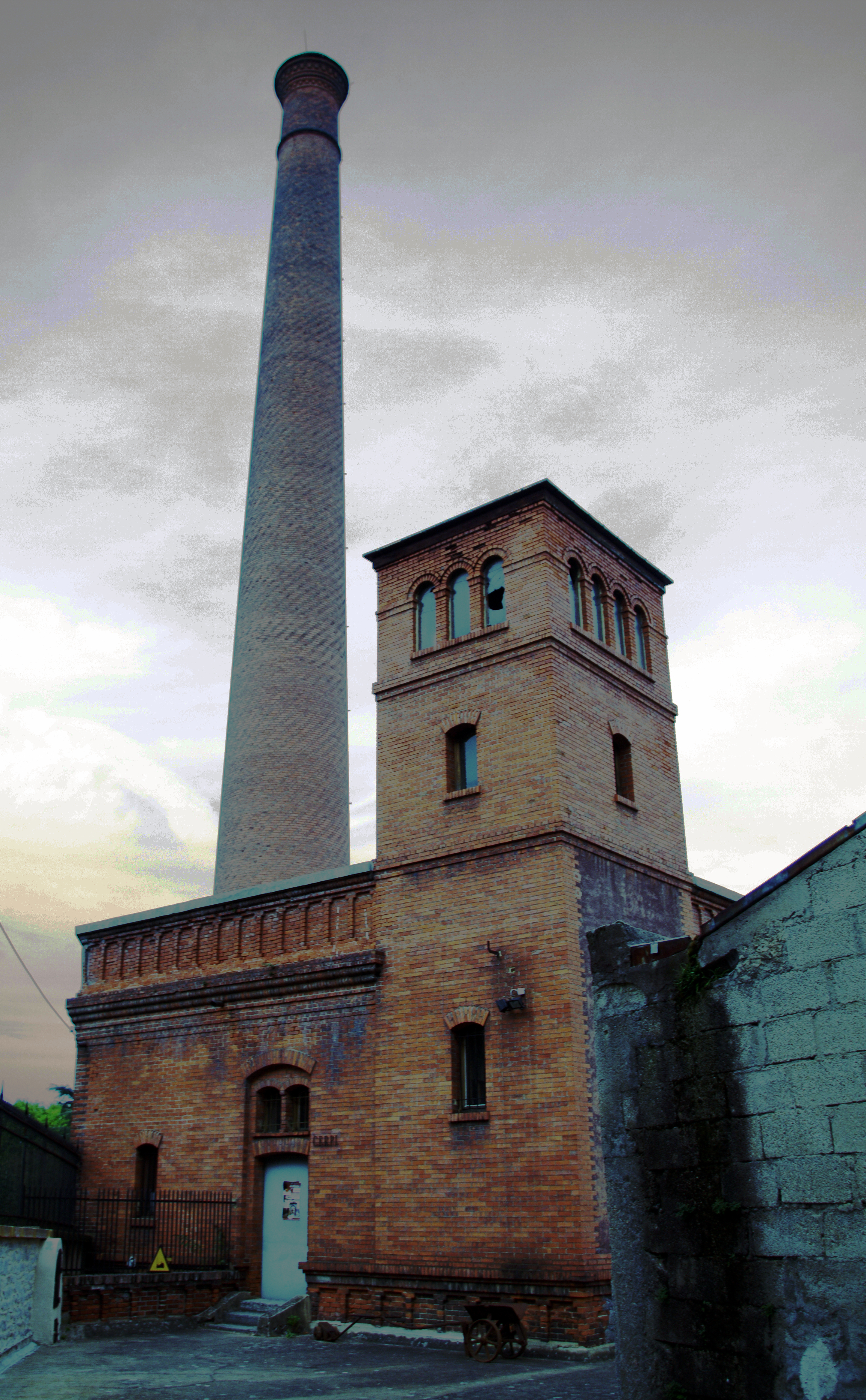
Ancienne usine Gillet
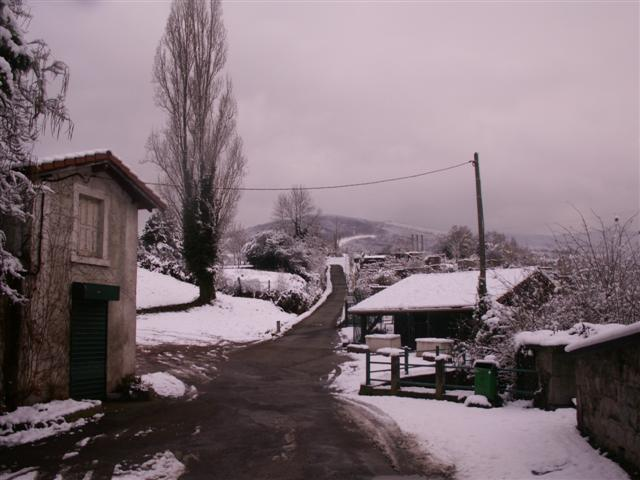